# Gardeur
Gardeur ist ein 1920 gegründetes Bekleidungsunternehmen für Hosen mit Sitz in Mönchengladbach. Seine Produkte werden von 2.700 Warenhäusern, Filialisten, Versand- und Facheinzelhändler in 41 Ländern vertrieben. Seit Dezember 2018 gehört die Atelier Gardeur GmbH zur niederländischen Duijndam-Gruppe.
Laut Eigentümer Steef Duijndam ist Gardeur „der einzige Hosenanbieter in der Branche, der alle Entwicklungsschritte im Unternehmen vereint – vom Entwurf bis zum fertigen Paar Hosen“.

## Geschichte
Das Unternehmen wurde 1920 von Dieter Janssen in Mönchengladbach als Familienbetrieb für Oberbekleidung Dieter Janssen & Co. gegründet. 1959 spezialisierte es sich auf Herrenhosen. Die Marke gardeur wurde 1969 kreiert und war damit die erste Hosenmarke Deutschlands. Seit 1980 werden auch Damenhosen und -röcke produziert und vertrieben.
Die Gründung des ersten Produktionsbetriebes in Tunesien im Jahr 1974 leitete den Beginn der Auslandsfertigung in eigenen Werken ein.
Im Jahre 2000 wurde das Unternehmen in eine Aktiengesellschaft umgewandelt. 2004 erfolgte der Neubau des Produktions- und Verwaltungsgebäudes in Tunesien. Dort entstand zudem ein Logistikzentrum mit 12.000 m² zusätzlicher Nutzfläche. 2006 eröffnete Gardeur dort zudem eine eigene Wäscherei. Für das Geschäftsjahr 2007 vermeldete Gardeur einen Umsatz von 104 Mio. Euro, ein 10-prozentiges Wachstum im Vergleich zum Vorjahr und einen Exportanteil am Gesamtumsatz in Höhe von 54 Prozent. 2008 verkauften die Familien Roesner und Janssen, die alle Anteile an Gardeur hielten, das Unternehmen an das Beteiligungshaus Capcellence, eine Private-Equity-Tochter der HSH-Nordbank. Die Landesbank wies in ihrem Konzernjahresbericht 2011 einen Kapitalanteil i.H.v. 91,78 % (Vorjahr 88,50 %) an der Gardeur-Gruppe aus. Im Zuge dessen wurde die gardeur AG in eine GmbH umgewandelt. Der Banker und Aufsichtsratsvorsitzende Friedrich Carl Janssen beendete mit dem Verkauf des Unternehmens sein Mandat für das Unternehmen und die Familien. Im November 2010 löste Gerhard Kränzle als neuer Geschäftsführer Michael Simon ab, der das Unternehmen seit 2008 geleitet hatte. 2010 befand sich Gardeur mit einem Umsatz von 97 Mio. Euro auf Rang 110 der europäischen Bekleidungshersteller.
Nachdem das Unternehmen 2009 noch ca. 1,4 Mio. Euro in eine Betriebsänderung des deutschen Werkes in Augustfehn investiert hatte, wurde der Standort zum Herbst 2011 (bis auf den Fabrikverkauf) geschlossen. Für die betroffenen 70 Mitarbeiter wurde mit dem Betriebsrat ein Sozialplan vereinbart.
2013 übernahm die Kränzle Beteiligungs GmbH, die den Mitgliedern der Geschäftsführung Gerhard Kränzle, Frank Schulte-Kellinghaus und Marcus Kraft gehört, von Capcellence für einen unbekannten Preis 51 Prozent der Anteile an Gardeur, die übrigen 49 Prozent übernahm ein Fonds der NRW.Bank.
Im Oktober 2017 meldete Gardeur Insolvenz an. Trotz positiver Jahresabschlüsse in den vorausgehenden Jahren und einem EBITDA von 3,1 Millionen Euro war das Unternehmen in eine Liquiditätskrise geraten. Daraufhin übernahm Anfang Dezember desselben Jahres die niederländische Duijndam-Gruppe das Unternehmen. Neuer geschäftsführender Gesellschafter wurde Steef Duijndam, Gerhard Kränzle verließ Gardeur im März 2018. Wegen der Covid-19-Pandemie ergriff Gardeur 2020 umfassende Sparmaßnahmen, darunter die Streichung von 30 Stellen.

## Produkte und Marke
Die 1969 kreierte Marke gardeur wurde 2008/2009 durch den CEO Michael Simon und den Beiratsvorsitzenden Lothar Reiff einem Relaunch unterzogen. Mit dem neuen Schriftzug und dem Wegfall des langjährigen, markanten Erkennungszeichens „g“ sollten die Neuausrichtung und die Modernität des Unternehmens signalisiert werden. Für den neuen Markenauftritt wurde am POS ein siebenstelliger Betrag investiert. Zeitgleich wurde Gardeur erstmals für einige Damen- und Herren-Jeans als Fairtrade-Hersteller zertifiziert, 2013 wurde das Angebot ausgebaut.
Die Marke Gardeur wurde 2011 vom Handel als eher klassisch und von gehobenem Genre wahrgenommen. Von 2012 bis 2019 wurden die Produkte unter dem Namen Atelier GARDEUR beworben. Von 2012 bis 2017 kooperierte Gardeur mit dem Designer Thomas Rath, mit dem zusammen das Unternehmen die Premiumlinie Thomas Rath Trousers vermarktete. 2015 wurden Jan Josef Liefers und Anna Loos als Markenbotschaftern von Gardeur verpflichtet. 2018 übernahm Gardeur die Lizenz für Michèle Hosen. 2019 wurde das kleine „g“ wieder in das Markenprofil von Gardeur aufgenommen.

### Sportsponsoring
Zwischen 1989 und 2009 sponsorte Gardeur den Fußball-Bundesligisten Borussia Mönchengladbach. Nachfolger als Ausstatter des Vereins wurde die Marke Brax.